# Beiersdorf (Saksen)
Beiersdorf is een gemeente en plaats in de Duitse deelstaat Saksen, en maakt deel uit van de Landkreis Görlitz.
Beiersdorf telt 1.129 inwoners.
Bad Muskau ·
Beiersdorf · 
Bernstadt a. d. Eigen ·
Bertsdorf-Hörnitz ·
Boxberg/O.L. ·
Dürrhennersdorf · 
Ebersbach-Neugersdorf ·
Gablenz ·
Görlitz ·
Groß Düben ·
Großschönau · 
Großschweidnitz · 
Hähnichen ·
Hainewalde ·
Herrnhut ·
Hohendubrau ·
Horka ·
Jonsdorf ·
Kodersdorf ·
Königshain ·
Kottmar ·
Krauschwitz ·
Kreba-Neudorf ·
Lawalde · 
Leutersdorf · 
Löbau ·
Markersdorf ·
Mittelherwigsdorf ·
Mücka ·
Neißeaue ·
Neusalza-Spremberg ·
Niesky ·
Oderwitz · 
Olbersdorf · 
Oppach · 
Ostritz · 
Oybin ·
Quitzdorf am See ·
Reichenbach/O.L. ·
Rietschen ·
Rosenbach · 
Rothenburg/O.L. ·
Schleife ·
Schönau-Berzdorf · 
Schönbach ·
Schöpstal ·
Seifhennersdorf ·
Trebendorf ·
Vierkirchen ·
Waldhufen ·
Weißkeißel ·
Weißwasser/O.L. ·
Zittau